# SOUND OF EARTH
『ほくでん Sound of Earth』（ほくでん さうんど おぶ あーす）は、FM NORTH WAVEで1993年8月の開局から2009年9月26日まで放送された音楽番組である。スポンサーは北海道電力。放送時間は毎週土曜日 8:00 - 8:30。（以前は日曜日の放送だった）

## 番組概要
- DJ・宮林康による北海道の自然をテーマにしたナレーションと週末の朝にふさわしい心地よい音楽で送る1時間。